# Le Cousin de Donald
Série Donald Duck
Pour plus de détails, voir Fiche technique et Distribution.
Le Cousin de Donald (Donald's Cousin Gus) est un court métrage d'animation américain des studios Disney avec Donald Duck, sorti le 19 mai 1939.

## Synopsis
Donald reçoit un courrier le prévenant de l'arrivée en ville de son cousin Gus Glouton. Bien que le mot lui indique qu'il ne mange pas beaucoup, Gus possède un appétit insatiable qui va mettre Donald à rude épreuve.

## Fiche technique
- Titre original : Donald's Cousin Gus
- Titre français : Le Cousin de Donald
- Série : Donald Duck
- Réalisation : Jack King
- Scénario : Carl Barks, Jack Hannah
- Animation : Lee Morehouse, Wolfgang Reitherman, Don Towsley
- Musique : Oliver Wallace
- Production : Walt Disney
- Société de production : Walt Disney Productions
- Société de distribution : RKO Radio Pictures
- Format : Couleur (Technicolor) - 1,37:1 - Son mono (RCA Sound System)
- Durée : 7 min
- Langue : Anglais
- Pays :  États-Unis
- Dates de sortie :  États-Unis : 19 mai 1939

## Voix originales
- Clarence Nash : Donald Duck
- Pinto Colvig : Le vendeur de hot-dog

## Voix françaises
- Sylvain Caruso : Donald Duck

## Commentaires
Ce dessin animé marque la première apparition au cinéma de Gus Glouton, un jars cousin de Donald Duck. Le personnage, muet dans ce film, sera surtout développé dans les comic strips par Carl Barks.

## Titre en différentes langues
Source : IMDb
- Allemagne : Donalds Cousin Gustav, Donalds fetter Vetter
- Danemark : Fætter Guf guffer i sig
- Suède : Kalle Ankas kusin Gus

## Sorties DVD
- Les Trésors de Walt Disney : Donald de A à Z, 1re partie (1934-1941).